# 下津清太郎
下津 清太郎（しもづ せいたろう、1908年 - 1996年）は、日本の歴史家、官僚。
三重県津市出身。三重県立津中学校(現三重県立津高等学校)、第八高等学校卒、1931年東京帝国大学法学部卒。東京市、名古屋市で自治行政に携わる。のち京都地方裁判所司法委員。本務のかたわら西洋史を研究した。

## 著書
- 『君主制』石崎書店 1968
- 『世界帝王系図集』編 近藤出版社 1982　東京堂出版、2001
- 『ヨーロッパの王家の歴史』全5巻 近藤出版社

1、ハプスブルク家 1984
2，ブルボン家 1984
3，ロマノフ家 1985
4，ホーヘンツォルレルン家 1986
5，ハノーヴァー家 1986